# Callisphecia bicincta
Callisphecia bicincta is een vlinder uit de familie wespvlinders (Sesiidae), onderfamilie Sesiinae.
Callisphecia bicincta is voor het eerst wetenschappelijk beschreven door Le Cerf in 1916. De soort komt voor in het Afrotropisch gebied.